# Comuna de Gardeja
Gardeja (polaco: Gmina Gardeja) é uma gminy (comuna) na Polónia, na voivodia de Pomerânia e no condado de Kwidzyński. A sede do condado é a cidade de Gardeja.
De acordo com os censos de 2004, a comuna tem 8248 habitantes, com uma densidade 42,7 hab/km².

## Área
Estende-se por uma área de 192,98 km², incluindo:
- área agricola: 70%
- área florestal: 18%

## Demografia
Dados de 30 de Junho 2004:
|                      | Total   | Total | Mulheres | Mulheres | Homens  | Homens |
| -------------------- | ------- | ----- | -------- | -------- | ------- | ------ |
|                      | pessoas | %     | pessoas  | %        | pessoas | %      |
| População            | 8248    | 100   | 4070     | 49,3     | 4178    | 50,7   |
| Densidade (pop./km²) | 42,7    | 100   | 21,1     | 21,1     | 21,6    | 21,6   |

De acordo com dados de 2002, o rendimento médio per capita ascendia a 1476,47 zł.

## Comunas vizinhas
- Kisielice, Kwidzyn, Kwidzyn, Prabuty, Rogóźno, Sadlinki